# El entierro de los gatos
«El entierro de los gatos» es una canción compuesta por Rolando Carpio y escrita por Erwin Flores.

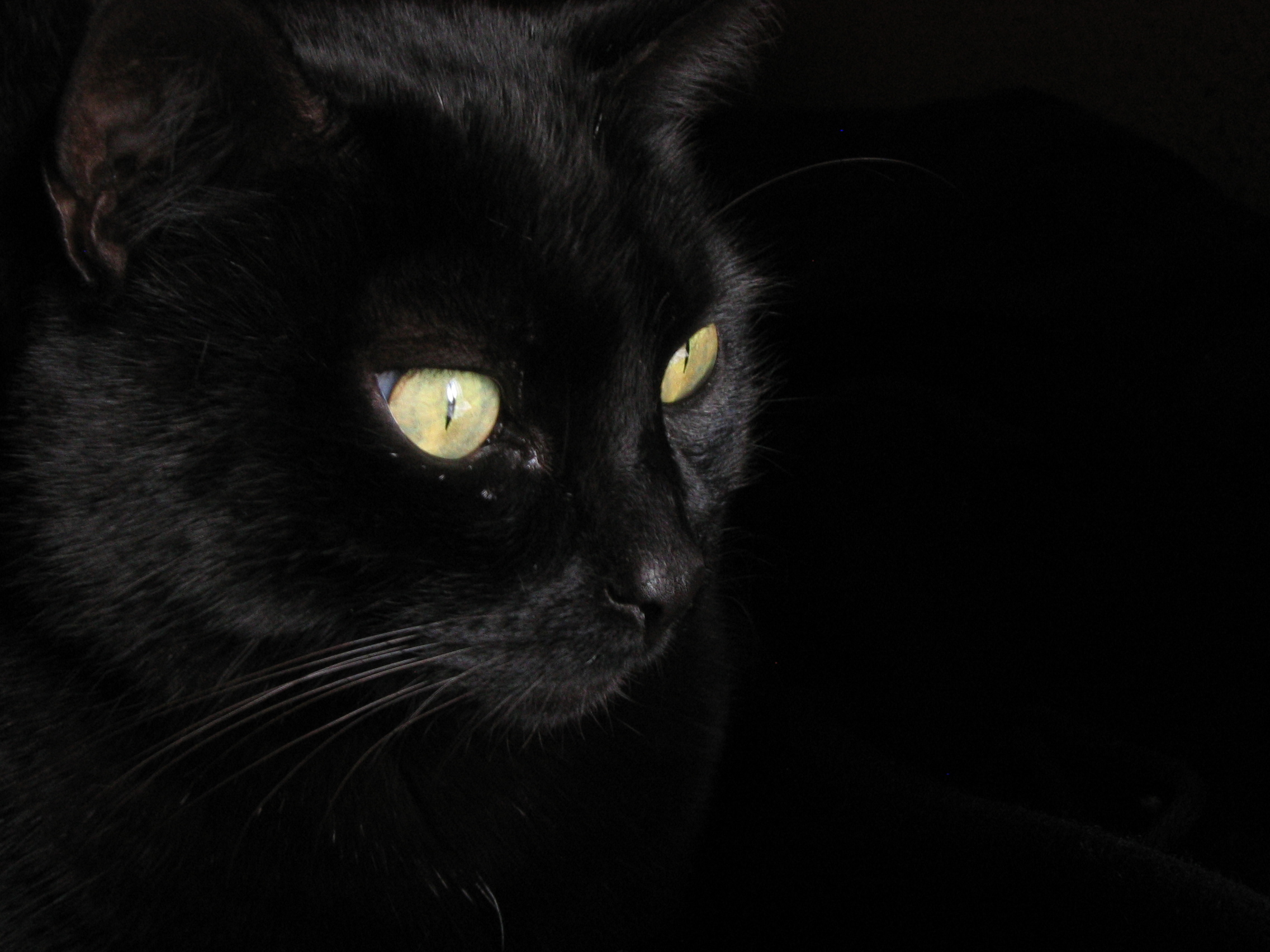
Gato negro, félido de quien se habla en parte de la canción.

## Información
La canción fue escrita aproximadamente en menos de un día, donde Ewin cuenta que un día Rolando vino con un riff de guitarra y al escucharlo escribió la letra en su casa y ya para el siguiente ensayo solo era cuestión de grabarlo.

«Todos construimos sobre lo que ya está hecho, pero una cosa sí es cierta, la canción 'El entierro de los gatos' no tiene ningún precedente, no se parece a nada, es como 'Satisfaction', de esas salen una cada diez años. Un día vino Chino con un riff de guitarra y yo le puse la letra…". Que dice cosas cosas como: 'Ha muerto el gato mayor (…) Un gato negro llegó (…) ¡Ya! Lo voy a tener que matar ¡Ya! Lo voy a tener que matar ¡Ya! Ahora… Ya he de mandar. ¡Yo seré el gato mayor! Aaaahhhh'.»
Erwin Flores

## Créditos
- Erwin "El Loco" Flores (voz y guitarra rítmica)
- Rolando "El Chino" Carpio (primera guitarra y coros)
- César "Papi" Castrillón (bajo y coros)
- Francisco "Pancho" Guevara (batería y coros)